# Episteira nigrifrons
Episteira nigrifrons är en fjärilsart som beskrevs av W. Warren 1907. Episteira nigrifrons ingår i släktet Episteira och familjen mätare. Inga underarter finns listade i Catalogue of Life.